# 2020年俄罗斯—沙特阿拉伯石油价格战

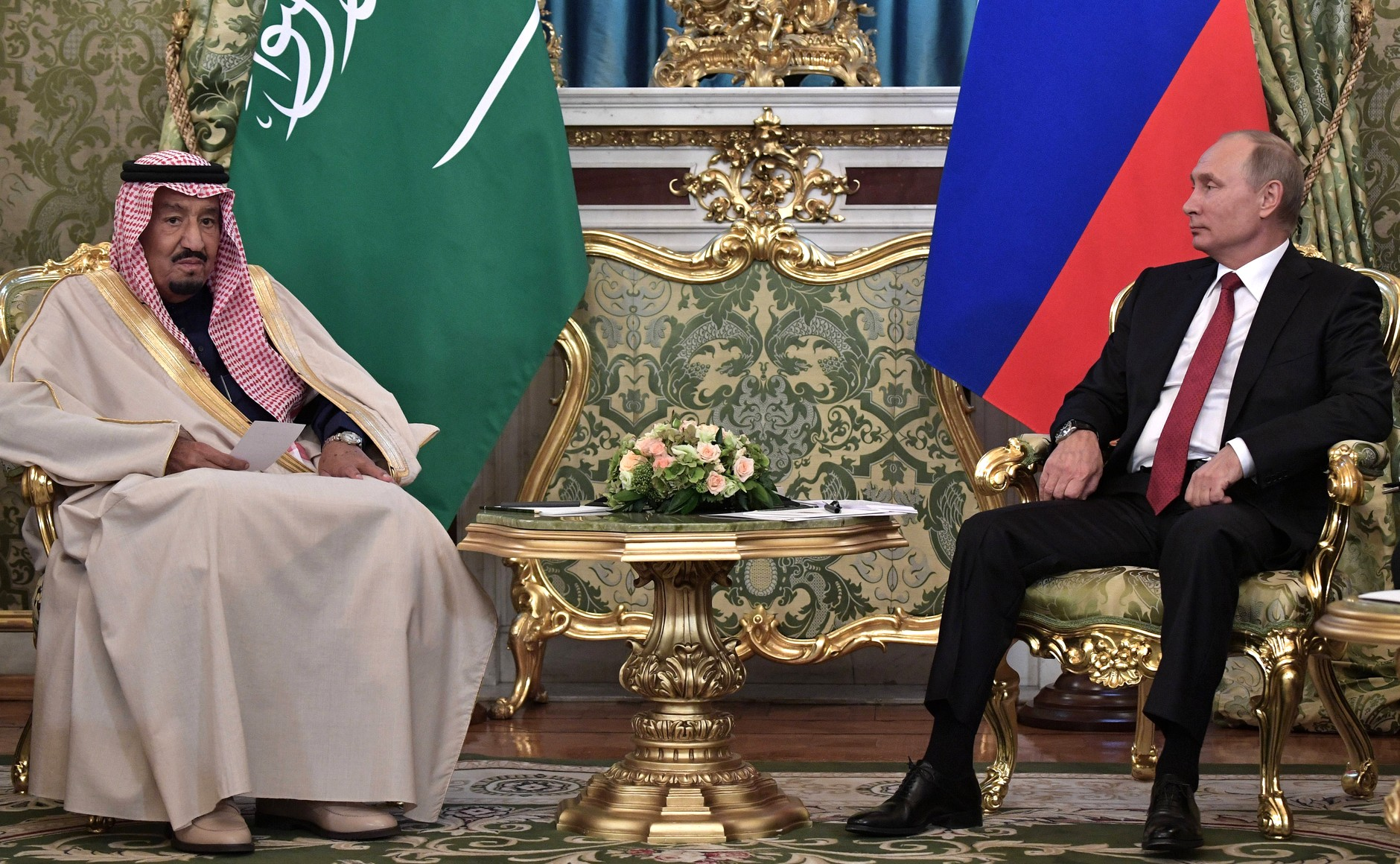
俄羅斯總統弗拉基米爾·普丁（右）和沙烏地阿拉伯國王沙爾曼·賓·阿卜杜勒-阿齊茲·阿紹德（左）於克里姆林宮（攝於2017年）

2020年俄罗斯－沙特阿拉伯石油价格战是2020年3月8日在俄罗斯和沙特阿拉伯间发生的一次石油价格战。此次价格战导致国际油价大幅波动：美国石油价格下跌34%，原油价格下跌26%，布兰特原油价格下跌24%。在新型冠状病毒疫情期间，由于石油输出国组织OPEC成员国沙特阿拉伯无法与非成员国俄罗斯就石油减产达成一致，沙特阿拉伯决定报复性增加石油开采量，因而引发了此次油价大幅下跌。此次油价下跌同时引发了2020年3月9日发生的全球股市暴跌。 西得克萨斯中间基原油更在2020年4月20日录得有史以来的首次负油价。

## 背景
自2014年起，美国通过增加页岩油产量持续扩大市场份额。全球不断增加的石油产量导致石油价格从2014年的114美元/桶下跌至2016年的27美元/桶。2016年9月，沙特阿拉伯与俄罗斯同意就石油价格方面展开合作。为保证石油价格，2016年11月石油输出国组织OPEC宣布减产并与其他产油非成员国俄罗斯，哈萨克斯坦和墨西哥达成协议，OPEC+概念应运而生。
2016年期间，OPEC+占据世界石油产量一半以上，但沙特阿拉伯+俄罗斯与伊朗存在明显的紧张关系，德黑兰指责利雅得和莫斯科违反协议，过度供应。
2018年6月OPEC大会後，沙特与俄罗斯同意在未来成立一个由两国组成的新管理机制。截止2020年1月，OPEC+石油产量消减210万桶/天，绝大部分减产由沙特阿拉伯贡献。
2020年年初，新型冠状病毒病疫情对全球市场造成巨大冲击，2020年2月，OPEC+联合技术委员会(JTC)召开会议，会议建议进一步削减60万桶/天的产量，以对冲新型冠状病毒疫情对需求侧的冲击，减轻石油市场的压力。然而，俄罗斯能源部长诺瓦克表示，需要时间来衡量疫情对石油市场的影响，尚未决定采取何种适当的对策。2020年2月13日，国际能源署宣布全球石油需求增长跌至2011年以来最低。
2020年3月5日，OPEC在维也纳召开会议，同意在现有减产基础上在2020年第二季再减产150万桶/日，以支撑受新冠疫情冲击的油价，OPEC成员国部长5日晚间举行非正式会议后发布声明称，他们将向包括俄罗斯在内的OPEC+建议，将再减产150万桶/日的计划实施至2020年底，而不仅仅在第二季度。
3月6日，由於莫斯科拒绝支持进一步减产以应对新冠病毒疫情的影响，以及俄羅斯對之前限制产量以來美国产量增加挤占俄罗斯份额的情況大為不滿，石油输出国组织(OPEC)与俄罗斯之间一项为期三年的减产协议以磋商破裂告终，作为回应，OPEC决定取消对其自身产量的所有限制。

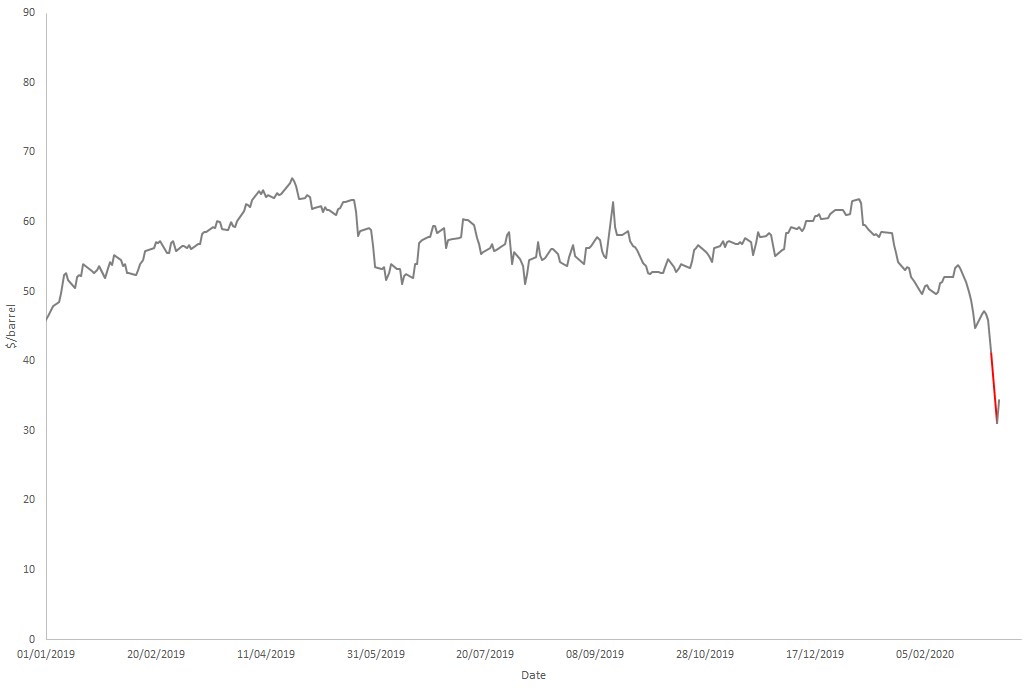
WTI2019年以来的走势，红色段为2020年黑色星期一的变化

## 油价下跌
2020年3月6日，石油输出国组织成員國沙特阿拉伯與非成員國俄羅斯卻無法就石油減產达成新协议。鑑於俄方態度十分強硬，以及同時打擊成本較高的美國開採商，沙特阿拉伯決定報復性增加石油開採量，日开采量將增至1200万桶，创下日產量新纪录。
3月9日，国际原油市场油价大跌30%，为1991年聯合國部隊開始介入以来，海灣戰爭開打後的单日最大跌幅。北海布伦特原油每桶价格跌至32.83美元，比3月6日少12.44美元；美国西得克萨斯中间基原油每桶价格为28.84美元，下跌12.44美元。
4月，由於新冠病毒疫情影響經濟活動導致原油需求低迷，石油輸出國組織的石油減產幅度不如預期，儲油設施可用容納量迅速減少，加上五月西德州原油期貨4月21日就要結算，市場拋售大量即將交貨卻乏人承接的原油，導致國際原油期貨市場出現前所未見的崩盤走勢。5月交貨的美國西德州輕原油價格4月20日開盤後一路下跌，紐約時間20日下午2點過後成為自1983年紐約商品期貨交易所開始交易以來的首次跌破0美元，2點半左右出現最低每桶負40.32美元的價格，和上周五收盤價18.27美元相比，跌幅約百分之三百； 西德州中級原油(WTI)5月交割期貨價跌破0美元關卡，終場暴跌55.9美元，跌幅306%，收在每桶負37.63美元。中国银行的原油宝产品没有提前移仓，故按此价格结算。印度多種商品交易所（MCX）油價以-2,884盧比每桶結算，以當日市場上交易的11000單原油期貨計算，累計損失41.8億盧比，印度多家經紀商就此將MCX告上孟買高等法院。
5月19日到期、交投最熱絡的6月交割WTI期貨價大跌18%，每桶20.43美元。倫敦布蘭特原油已更換到6月交割期貨，20日重挫2.51美元，跌幅8.9%，收在每桶25.57美元 。

## 協商
4月2日，美國總統特朗普與沙特王储穆罕默德·本·薩勒曼，本·萨勒曼与俄罗斯总统普京分别进行了電話沟通。特朗普表示希望他们能减产大约1千万桶石油。對此俄罗斯总统普京4月3日在一場会议上表示，願意在與有關各方合作情況下每天減產约1000万桶石油。
4月9日，石油輸出國組織及俄羅斯同意削減產量五分之一以上。
4月12日，石油出口國組織與俄羅斯及其他產油國達成協議，將在5月和6月每天減產970萬桶原油，7月至12月每天減產800萬桶，2021年1月至2022年4月每天減產600萬桶。
達成協議後，俄羅斯至5月每桶原油將收不到1美元的出口稅。石油和天然氣約佔該國40%的總收入來源，同時還要負擔對抗疫情的數十億美元支出，使俄羅斯預算不足。
6月6日，石油输出国家组织及其他主要产油国同意，將4月达成的减产协议延长至7月底。受此影響，6月8日，国际油价升至40美元以上，创3个月新高。

## 反應
- 美国唐納德·川普：
  - 4月5日，川普談到美國石油業時表示：「我們想拯救這個偉大的產業，如果他們（俄羅斯和沙烏地阿拉伯）無法在石油減產的議題上取得進展，我會採取措施，是的，我會採取關稅措施，非常大的關稅」，但「我認為不會到非得如此的地步。」[26]
  - 4月9日，川普表示美國石油產出已因價格崩跌而下滑，警告沙烏地阿拉伯若不減產到足以幫助美國石油產業的程度，將會面臨美國實施制裁和課徵關稅等手段。[27]
  - 4月20日，美國西德州原油期貨價格崩盤，首次跌破0美元大關。 對此，川普表示他希望停止從沙烏地阿拉伯購買原油，藉以支持國內飽受打擊的石油產業。報導指，油價持續低迷，已讓許多美國石油公司面臨破產風險。此外，他也希望獲得國會的許可，以擴充國家石油儲備，或者允許石油公司利用其7500萬桶的儲油空間來儲存原油，他表示「油價低迷是暫時性的，現在是購買石油的好時機」。[28]

## 影响

### 公司破產
国际油价暴跌後，嚴重打擊美国页岩油企業。4月1日，美国页岩油企业怀汀石油向法院申请破产保护，成为国际油价暴跌以来首家破产的美国页岩油企業。

### 中行原油宝事件
2020年4月20日，因西得克萨斯中间基原油收报-37.63美元/桶，中国银行原油宝产品参考该价格结算或移仓。此举引发投资者哗然。多個投資者表示，中行原油寶未能夠主動根據合約交割時間20日晚上10時，轉倉至6月，又於22日將5月合約結算價格定格在-37.63美元，或-266.12元人民幣，意味投資者在收市價-37.63美元被平倉，因此產生巨額虧損。
4月21日，中国银行发布公告称，将在当天暫停交易一天，并向WTI确认当天结算价格。
4月22日发布公告称，將5月合約結算價格定格在-37.63美元，或-266.12元人民幣，意味投資者在收市價-37.63美元被平倉，因此產生巨額虧損。原油宝自4月22日起暂停新开仓交易。
4月23日凌晨，中行陆续将投资者“原油宝”账户中的保证金直接划走，正式执行-37.63美元/桶这一闻所未闻的结算价。部分投资有英国原油产品的投资者，账户中未出现穿仓的英国原油合约也被强制平仓，用于支付北美原油合约负价格形成的欠款。投資者怒斥中行原油寶設計或存重大缺陷，致使其產生巨額虧損，欲發起集體訴訟。中国银行表示，“主要参与者仍将根据交易所规则参考该结算价进行结算。我们已依据事先约定完成5月合约的到期处理。”。
4月26日，中国国家信访局答复投资人称，已将反馈事项转交中国银行保险监督管理委员会。
5月4日，国务院金融稳定发展委员会认定，中行应自行承担穿仓损失。出于投资者适当性的基本原则，将在后续处置中对大小户区别对待。
5月5日，中国银行提出和解协议，原油宝投资人的负价亏损部分由中行承担，中行将返还以负价结算后从投资人保证金账户中扣除的资金，投资人可能可以拿回20%的保证金。
5月6日，界面新闻报道指，根据一名投资者的起诉，河南省夏邑县人民法院已就原油宝事件立案，此前该起诉因诉状不规范被数次驳回。原告请求法院判定2020年4月20日—4月22日购买的05美国原油合约无效，结算前后的损失不仅均由中行承担，加上中行未转期06美国原油的未开仓损失也由中行承担。
5月6日，威诺律师事务所转发了部分投资者就此事致中行的公开信，表示拒绝接受中行提出的和解协议。律师表示，投资者希望的赔偿比例在60%至80%之间。
5月9日，最高人民法院发布通知《最高人民法院关于妥善处理涉中国银行“原油宝”事件民事诉讼的有关问题的通知》，通知要求，因中国银行已形成和解补偿方案，人民法院暂不立案；坚持提交材料的，法院接收后转交当地中国银行分支机构。对已受理案件，暂缓审理，引导当事人与中国银行和解解决纠纷。
5月12日，《中国基金报》报道，北京德和衡（上海）律师事务所、北京威诺律师事务所和盈科律师事务所3家律所宣布停止代理原油宝客户诉讼中国银行的相关案件。盈科律师事务所称，停止代理的原因是该所与中国银行和其下属分支机构有常年客户关系，而受到压力。
7月，《最高人民法院关于妥善处理涉中国银行“原油宝”事件民事诉讼的有关问题的通知》被流出。至月底，迫于压力，多省市纷纷发布通知集中管辖。
12月5日，中国银行保险监督管理委员会在自家網站公佈處罰結果，其中中国银行被罚款5050万元，該公司4名员工合计被罚190万元，並暂停中国银行相关业务、相关分支机构准入事项。

### 印度MCX穿仓事件
2020年4月20日，印度多種商品交易所（MCX）油價以-2,884盧比每桶結算，以當日市場上交易的11000單原油期貨計算，累計損失41.8億盧比，印度多家經紀商就此將MCX告上孟買高等法院。